# Gletscherarchäologie

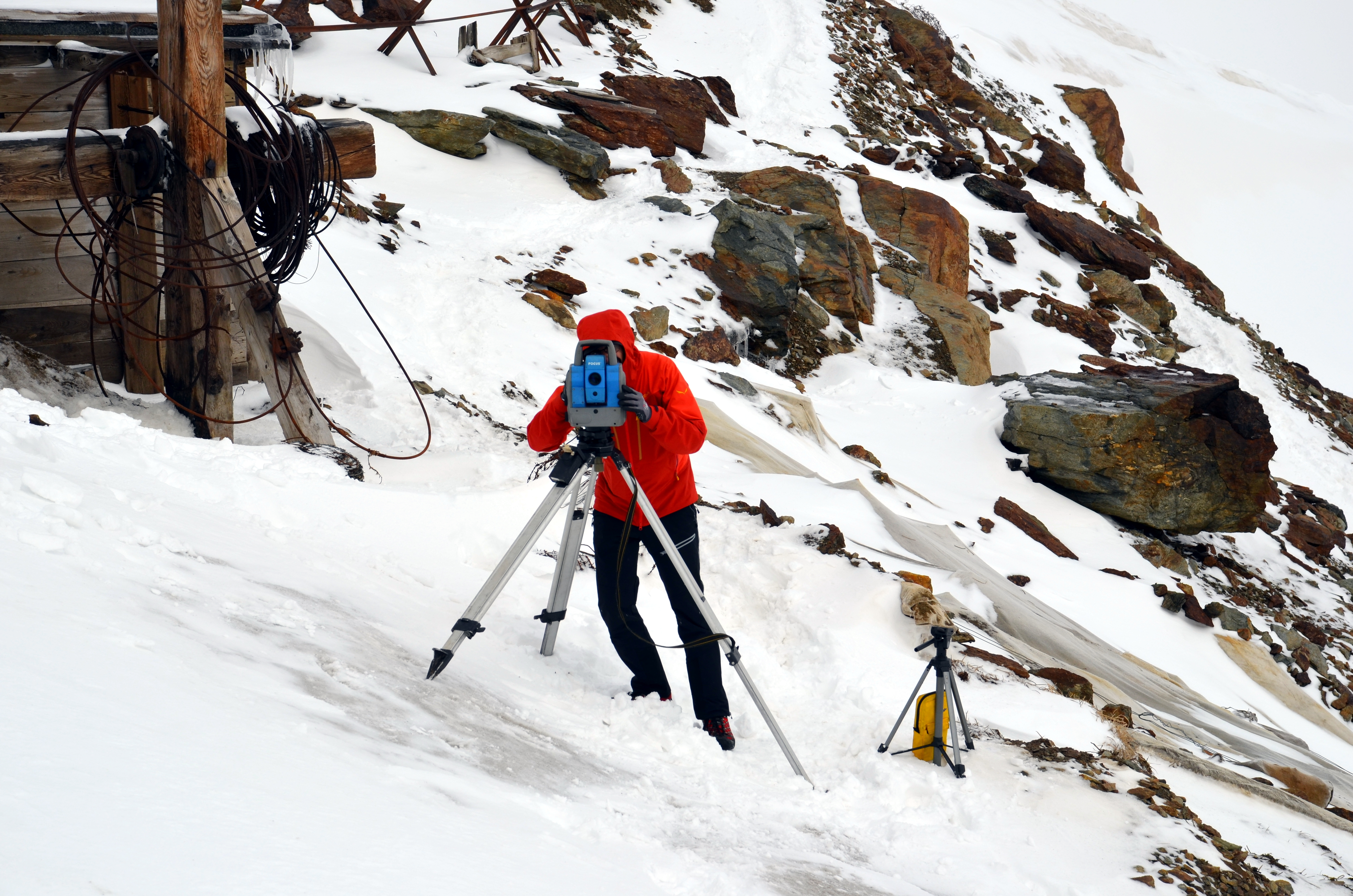
Archäologische Erhebungen an der ehemaligen Gebirgsfront des Ersten Weltkriegs, Punta Linke im Ortler-Massiv

Die Gletscherarchäologie ist ein Spezialgebiet der Archäologie, das sich mit archäologischen Fundstücken befasst, die in Gletschern eingeschlossen waren und beim Auftauen des Eises freigelegt wurden.

## Erhaltung von Fundstücken im Gletschereis
Im Nährgebiet eines Gletschers wird der Firn zu Gletschereis und schließt dabei organische und anorganische Gegenstände ein, wie beispielsweise Körper von Menschen und Tieren, Pflanzenreste, sowie Ausrüstungsteile und Abfälle von Menschen. Durch die Kälte können die Gegenstände dabei gut erhalten werden, organisches Material kann sogar konserviert werden. Während das Eis langsam talwärts fließt, nimmt es auch die Gegenstände mit und gibt sie schlussendlich durch Abschmelzung wieder frei.
Beim Auftauen des Eises im Zehrgebiet werden die Gegenstände freigelegt. Im Jahresverlauf erreicht die Eisschmelze auf der Nordhalbkugel in der Regel im Monat September ihren höchsten Stand, so dass zu dieser Zeit auch die Wahrscheinlichkeit archäologischer Funde sehr hoch ist.

## Gletscherleichen

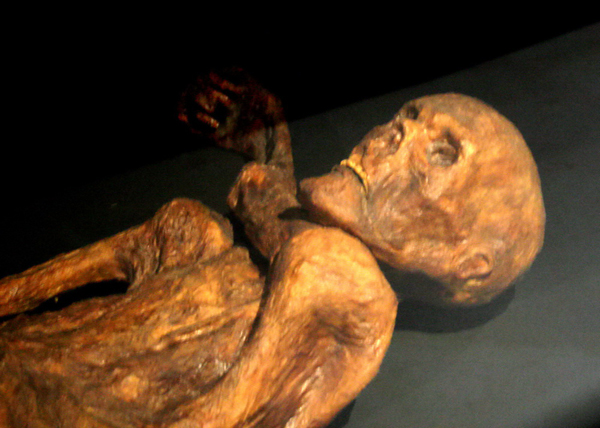
Gletscherleiche „Ötzi“

Besonderes Aufsehen erregen Funde durch die Kälte konservierter Mumien, sogenannte Gletscherleichen. Durch den Einschluss im Gletschereis werden organische Gegenstände mumifiziert und können so Jahrtausende überdauern. Während eine solche „Frostkonservierung“ an kalten, trockenen und gut belüfteten Orten häufig sehr gut funktioniert (etwa im Permafrostboden, beispielsweise in sogenannten Eiskurganen), sind die Bedingungen zur Erhaltung in einem Gletscher abgesehen von der Kälte meist nicht sehr gut: Weiche organische Materialien werden durch die enormen Kräfte im Inneren eines Gletschers meist schnell aufgelöst. Selbst wenn dies nicht der Fall ist, werden sie meist (in Abhängigkeit von der Fließgeschwindigkeit) relativ schnell wieder freigegeben. Es wird angenommen, dass dies meist bereits nach 100 bis 200 Jahren der Fall ist. Die meisten Gletscherleichen datieren daher aus historischer Zeit. Ein weiterer Grund dafür ist die häufigere Begehung von Gletschern in jüngerer Zeit.
Voraussetzung für eine Erhaltung organischer Materialien ist eine günstige Lage im Eis, etwa auf höheren, flachen Firnfeldern, allgemein aber in einer relativ ruhenden Zone des Eises. Neben dem fließenden Eis gibt es vereinzelt Vertiefungen, wo sich Eis über längere Zeit stationär hält und das jetzt wegen der globalen Klimaerwärmung auftaut. Der Vorteil dieser stationären Eismassen liegt darin, dass die beim Fließen eines Gletschers entstehenden Kräfte auf die eingeschlossenen Gegenstände nur gering sind und so die Fundstücke sehr gut erhalten sein können. So fanden sich am Schnidejoch, einem Gebirgspass zwischen den Schweizer Kantonen Bern und Wallis, Fundstücke früherer Passgänger aus verschiedenen Zeitepochen. Die berühmte Gletschermumie „Ötzi“ wiederum befand sich in einer rund 40 m langen, 2,5–3 m tiefen und 5–8 m breiten Felsmulde, über die sich über 5300 Jahre lang ein Gletscher hinweg bewegte, ohne das Eis im Untergrund zu verändern.
Apern organische Substanzen aus, so zerfallen sie meist relativ schnell. Wichtig ist daher in jedem Fall eine möglichst rasche und fachgerechte Bergung solcher Fundstücke.
Es wird vermutet, dass Funde von Gletscherleichen bereits lange vor der Zeit ihrer wissenschaftlichen Erforschung vorkamen. Ein Indiz dafür sind zahlreiche Volkssagen: Ähnlich wie Moore werden hier Gletscher als Wohnstätte dorthin verbannter „armer Seelen“ beschrieben, die hier keine ewige Ruhe finden (siehe beispielsweise Großglockner).

### Umgang mit Gletscherleichen und ähnlichen Funden
Da es heute durch das beschleunigte Abschmelzen von Gletschern häufiger zu Funden von neuzeitlichen Gletscherleichen (z. B. vermisste Bergsteiger) kommt, die durch Rechtsmediziner identifiziert werden müssen, gelten folgende Regeln mit derartigen Funden:
- Funde möglichst nicht berühren
- Funde fotografieren
- Fundstelle markieren, zum Beispiel mit einem Steinmännchen, und die Koordinaten notieren
- Funde bei der Polizei melden
- Wenn Gefahr droht, dass die Fundstelle nicht wiedergefunden werden kann (zum Beispiel Schneefall, oder die Funde drohen an eine unzugängliche Stelle abzurutschen), sollen die Funde mitgenommen und bei der nächsten Polizeistelle abgegeben werden[5]

## Weitere Funde
Auch bei den weniger spektakulären Funden von Gegenständen handelt es sich meist um relativ junge Bergsteigerausrüstung. Auch hier ist das Fließen des Gletschers ein Grund, die geringere Anwesenheit von Menschen vor dem Zeitalter des Alpinismus ein weiterer. Die Erosionskräfte des Gletschers beeinträchtigen solche Funde hingegen weniger, sie bleiben auch nach ihrer Ausaperung länger erhalten. Insbesondere Metall-, aber auch Holzgegenstände weisen oft einen guten Erhaltungszustand auf. So wurden etwa am Lötschberg in der Schweiz 1944 neolithische Bogen und Armbrustbolzen sowie seit 2011 einige bronzezeitliche Funden gefunden, der Theodulgletscher (Schweiz) gab 1985 neben menschlichen Überresten unter anderem Waffen und Münzen aus dem 16. Jahrhundert frei.
Die älteste archäologische Funde der Alpen sind die Hinterlassenschaften mesolithische Jäger-Fischer-Sammler, welchen nahe der Fuorcla da Strem Sut (DE: Stremlücke) vor 8000 bis 10'000 Jahre Bergkristall abbaute um daraus Werkzeuge zu machen.
Jüngere archäologische Funde im Gletschereis stammen aus dem Ersten und Zweiten Weltkrieg. In diesem Zusammenhang steht die Gletscherarchäologie im engen Zusammenspiel mit der Schlachtfeldarchäologie. Insbesondere an der ehemaligen Tiroler Gebirgsfront zwischen Italien und Österreich-Ungarn geben die Gletscher immer wieder Kriegsmaterial, Stellungsreste oder sogar ganze Leichen frei. So wurden beispielsweise 2004 im Eis unterhalb des Gipfels der Punta San Matteo (3678 m) im Ortler-Massiv die mumifizierten Reste von drei k.k. Kaiserschützen gefunden, die beim Gefecht am San Matteo im Sommer 1918 gefallen waren.
Aus dem Zweiten Weltkrieg sind abgestürzte Kampfflieger über die Jahrzehnte vom Eis in die Länge gezogen. Die Ausstattung der Besatzung weist neben der Kleidung auch Erinnerungs- und Alltagsgegenstände sowie Schriftdokumente auf. Flugunfälle in einem Gletschergebiet können durch Dokumente und Protokolle nachgewiesen sowie sicher gedeutet werden. Ziemlich bekannt in diesem Zusammenhang ist etwa der Flugunfall auf dem Gauligletscher oder die beiden Flugunfälle der Air-India, die gegen den Glacier des Bossons geflogen wurden.